# Boven-Azatvallei
De Boven-Azatvallei is een vallei met kliffen in Armenië. De vallei is genoemd naar de rivier Azat.
De vallei heeft samen met het Klooster van Geghard een vermelding op de werelderfgoedlijst van UNESCO. Sommige kerken van het kloostercomplex zijn uitgehakt in de rotsen.
Kloosters van Haghpat en Sanahin ·
Kathedraal en kerken van Etsjmiadzin en archeologisch Zvartnots ·
Klooster van Geghard en de Boven-Azatvallei